# Iaroslav Lebedynsky
Iaroslav Lebedynsky, nascut a París el 1960, és un historiador francès, d'origen ucraïnès, especialista en cultures guerreres antigues de l'estepa i del Caucas a les quals ha dedicat molts llibres. Ensenya des del 1997 Història d'Ucraïna a l'Institut Nacional de Llengües i Civilitzacions Orientals a París. Per tal de fer descobrir Ucraïna, Iaroslav Lebedynsky dirigeix amb Iryna Dmytryxyn la col·lecció Présence ukrainienne a Éditions L'Harmattan. Dirigeix el cercle d'investigació Gallia-Sarmatia que té com a objectiu estudiar les empremtes deixades pel sàrmates i alans a Occident. Codirigeix també amb Lora Arys-Djanaïéva la col·lecció Voix du Caucase, que té com a objectiu, a través de diferents temàtiques, fer conèixer aquesta regió amb moltes influències.

## Biografia
Iaroslav Lebedynsky va créixer en una família culta i poliglota que han contribuït al seu despertar intel·lectual. La part ucraïnesa de la seva família era originària d'Ucraïna central i completament russificada. Això li va permetre de molt jove aprendre rus i conèixer la cultura russa. Més tard va descobrir el seu patrimoni cultural ucraïnès.

## El seu acostament a la Història
Ben d'hora apassionat per la història, Iaroslav Lebedynsky no la concep sense associar-hi altres disciplines ciències socials. És en interessar-se per Ucraïna i el paper del seu territori en la història, que va desenvolupar una passió per les cultures antigues de l'estepa. D'aquesta passió, passà a l'estudi científic. Sobre la situació de la història a Ucraïna lamenta la proliferació d'obres pseudo-històriques que reflecteixen segons ell"un complex d'inferioritat que els ucraïnesos, sense adonar-se de la seva pròpia història o sense voler estar satisfets d'ella, construeixen mites compensatoris." "A França, la sub-informació sub-o fins i tot la desinformació en la història d'Ucraïna va conduir el 2001 a Iaroslav Lebedynsky i la seva col·lega Iryna Dmytryxyn a la creació de la col·lecció Présence Ukrainienne.

## Obres
- Les armes cosaques et caucasiennes, Éditions du Portail, Paris, 1990. ISBN 978-2865510108
- Les armes orientales, Éditions du Portail, Paris, 1992. ISBN 978-2865510153
- Histoire des Cosaques, Terre Noire, Paris, 1995. ISBN 978-2911179006
- Les armes traditionnelles de l'Europe centrale, Éditions du Portail, Paris, 1996. ISBN 978-2865510290
- Co-escrit amb Vladímir Alexàndrovitx Kuznetsov, Les Alains, Errance, Paris, 1997 (2a edició, 2005). ISBN 978-2877722957
- Co-escrit amb Vladímir Kuznetsov, Les Chrétiens disparus du Caucase, Errance, Paris, 1999. ISBN 978-2877721721
- Armes et guerriers barbares, Errance, Paris, 2001. ISBN 978-2877721974
- Les Scythes, Errance, Paris, 2001 (2a edició, 2011). ISBN 978-2877722155
- Le Prince Igor, L'Harmattan, Paris, 2001. ISBN 978-2747508698
- Les Sarmates, Errance, Paris, 2002. ISBN 978-2877722353
- Les Nomades, Errance, Paris, 2003 (2a edició, 2007). ISBN 978-2877723466
- Les Cosaques, Errance, Paris, 2004. ISBN 978-2877722728
- Les Cimmériens, Errance, Paris, 2004. ISBN 978-2877722889
- Les Indo-Européens, Errance, Paris, 2006 (2a edició, 2009). ISBN 978-2877723961
- Les Saces, Errance, Paris, 2006. ISBN 978-2877723374
- Co-escrit amb Katalin Escher, Le dossier Attila, Errance, Paris, 2007. ISBN 978-2877723640
- Armes et guerriers du Caucase, L'Harmattan, Paris, 2008. ISBN 978-2296058491
- Ukraine, une histoire en questions, L'Harmattan, Paris, 2008. ISBN 978-2296056022
- De l'épée Scythe au sabre Mongol, Errance, Paris, 2008. ISBN 978-2877723756
- Scythes, Sarmates et Slaves, L'Harmattan, Paris, 2009. ISBN 978-2296092907
- Les Amazones, Errance, Paris, 2009. ISBN 978-2877724029
- Sarmates et Alains face à Rome, Les Éditions Maison, Clermont-Ferrand, 2010. ISBN 978-2917575116
- Skoropadsky et l'édification de l'État ukrainien (1918), L'Harmattan, Paris, 2010. ISBN 978-2296111066
- La « constitution » ukrainienne de 1710, L'Harmattan, Paris, 2010. ISBN 978-2296122765
- La campagne d'Attila en Gaule, LEMME edit, Clermont-Ferrand, 2011. ISBN 978-2917575215
- Les Tamgas, Errance, Paris, 2011. ISBN 978-2877724654
- Sur les traces des Alains et Sarmates en Gaule, L'Harmattan, Paris, 2011. ISBN 978-2296556126
- Les seigneurs de la steppe, Archéologie Nouvelle, Lacapelle-Marival, 2012. ISBN 978-2953397369
- La grande invasion des Gaules, LEMME edit, Clermont-Ferrand, 2012. ISBN 978-2917575307

## Obres contributives
- Publicació original del 1869, Alexandre II, La collection d'armes de l'empereur de Russie, Édition du Portail, Paris, 1993.
- Publicació original de 1651, Guillaume le Vasseur de Beauplan, Description d'Ukranie, L'Harmattan, Paris, 2002.
- Recull de, Temoignages anciens sur les Tcherkesses, L'Harmattan, Paris, 2009.
- Recull, co-presentat i traduït amb Lora Arys-Djanaïéva, Contes populaires Ossètes, L'Harmattan, Paris, 2010.
- Col·lectiu, L'épée : Usages, mythes et symboles, Réunion des Musées Nationaux, Paris, 2011.